# Bradysia ismayi
Bradysia ismayi är en tvåvingeart som beskrevs av Menzel 2006. Bradysia ismayi ingår i släktet Bradysia och familjen sorgmyggor. Arten är reproducerande i Sverige. Inga underarter finns listade i Catalogue of Life.